# Carl Riedel
Pour les articles homonymes, voir Riedel.
Carl Riedel, né le 6 octobre 1827 à Cronenberg (aujourd'hui partie de Wuppertal) et mort le 3 juin 1888 à Leipzig, est un maître de chapelle et compositeur allemand.

## Biographie
Fils d'un apothicaire, Riedel est à l'origine teinturier sur soie. Le chef de chœur Carl Wilhelm remarque son talent musical au sein du Krefelder Liedertafel et l'encourage. De 1849 à 1852, Riedel étudie au Conservatoire de Leipzig. Il y demeure en tant que professeur de piano et de théorie musicale.
Ses contemporains ont vu son principal mérite dans la fondation (1854) et la direction de la chorale de musique sacrée ( Riedel-Verein ) qui porte son nom, qui a été pionnière dans ses performances régulières, non seulement à travers des œuvres de Bach (Messe en si mineur, 1859), Haendel, et Beethoven (Missa solemnis, 1860), mais a également joué de la musique sacrée de l'époque pré-Bach et contemporaine, et a ainsi acquis une véritable notoriété. En 1859, le chœur a chanté la première de la Graner Festmesse de Franz Liszt, et en 1872 lors de la pose de la première pierre du palais des festivals de Bayreuth la Symphonie no 9 de Beethoven, sous la direction de Wagner.
Pour la littérature du chant choral, Riedel a créé des œuvres qui ont eu une importance durable, par exemple à travers la publication de son Bergische Weihnachtslegenden. Mais aussi son arrangement très idiosyncrasique de la musique de la Passion de Heinrich Schütz qui anticipait la Renaissance de Schütz. L'on peut distinguer par leur importance la publication des chants de Noël de Michael Praetorius (Den die Hirten lobeten sehre, Es ist ein Ros entsprungen); les vieilles chansons hussites bohémiennes et les Chansons de fête prussiennes de Johannes Eccard. Les chants de Noël des anciens chants de Bohême Kommet, ihr Hirten sont encore beaucoup chantés aujourd'hui, que l'on retrouve à la fois dans le Evangelisches Gesangbuch (EG 48) ainsi que dans certaines annexes diocésaines du recueil de cantiques Gotteslob (de), et Freu dich, Erd und Sternenzelt.
Riedel était membre de l'Allgemeiner deutscher Musikverein et succéda à Franz Brendel à la présidence en 1869. En 1871, il dirigea l'Union wagnérienne de Leipzig. Il a eu comme élève Julius Reubke.
Une plaque commémorative a été installée sur sa maison natale du no 4 Hütter Straße.

## Distinctions
- 1864 : titre de professeur par le duc Ernest Ier de Saxe-Altenbourg
- 1883 : docteur honoris causa de l'Université de Leipzig
- 1884 : maître de chapelle (Kapellmeister) du duc de Saxe

## Œuvres
- Drei bergische Weihnachtslegenden für gemischten Chor.
- Zwölf Gesänge für Männerchor.
- Nachtgesang. Tonstück für Streichorchester. 1887
- Altböhmische Gesänge für gemischten Chor.
- Historia des Leidens und Sterbens unseres Herrn und Heilandes Jesu Christi: Chöre und Recitative aus den 4 „Passionen“ von Heinrich Schütz. Zsgest. u. hrsg. von Carl Riedel. Leipzig: Siegel, 1870
- Die sieben Worte unseres lieben Erlösers und Seligmachers Jesu Christi, so er am Stamm des heiligen Kreuzes gesprochen, ganz beweglich gesetzt von Heinrich Schütz. Hrsg. von Carl Riedel. Leipzig : Siegel, 1872

## Portraits
- Deux photographies de G.[eorg] Brokesch, Leipzig, carte de visite, non datées, (musée d'histoire de la ville de Leipzig, voir en ligne et en ligne).

## Source de la traduction
- (de) Cet article est partiellement ou en totalité issu de l’article de Wikipédia en allemand intitulé « Carl Riedel » (voir la liste des auteurs).